# 大米沃朗山
46°14′14″N 7°07′34″E / 46.23722°N 7.12611°E
大米沃朗山（法語：Grand Muveran，發音：[ɡʁɑ̃ myvʁɑ̃]）是瑞士瓦萊州和沃州的山峰，位於該國西南部，屬於伯尔尼山的一部分，海拔高度3,051米，每年平均降雨量1,395毫米。

## 外部連結

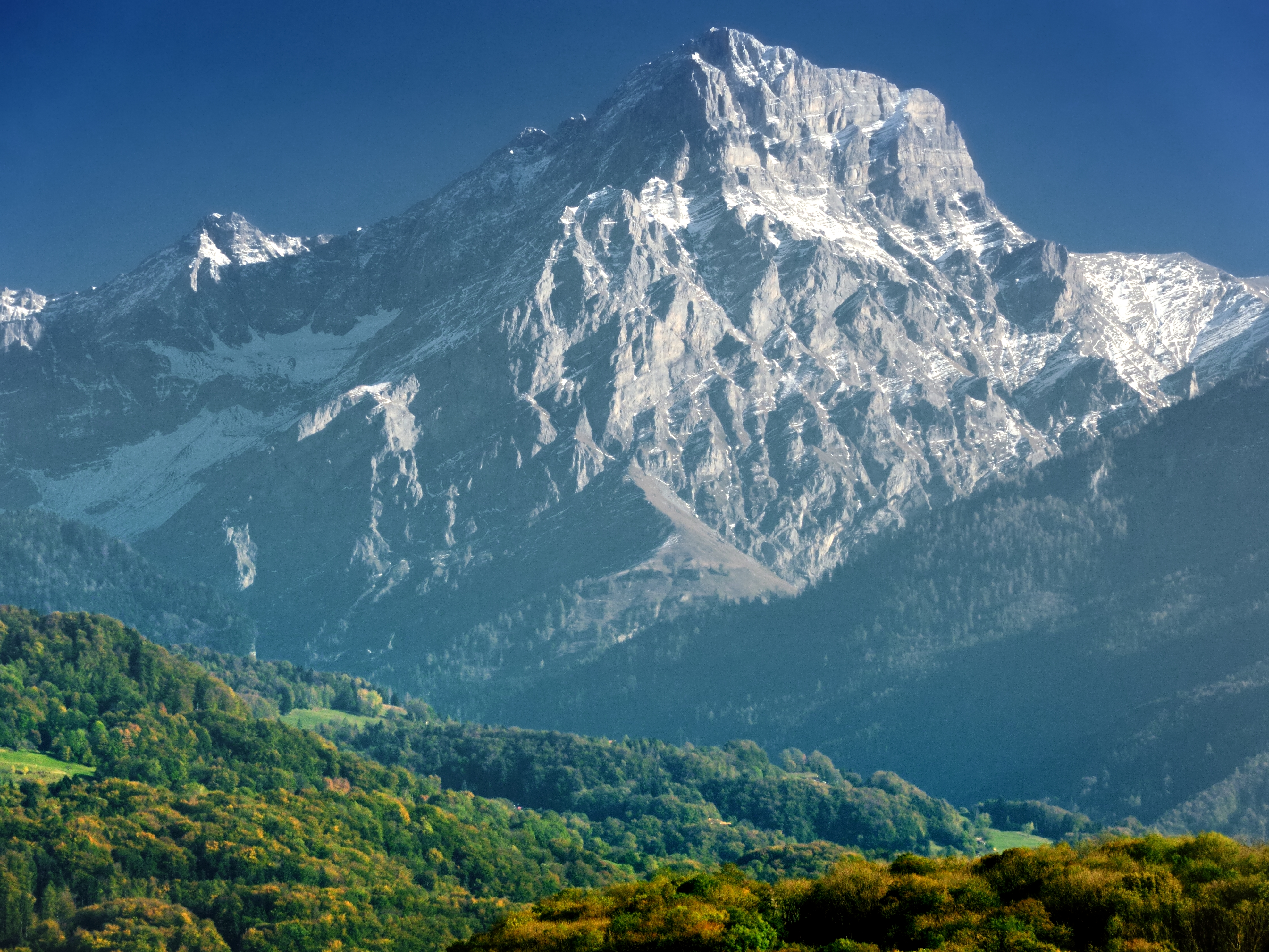

- Grand Muveran on Summitpost（页面存档备份，存于）